# Linognathoides laeviusculus
Linognathoides laeviusculus är en insektsart som först beskrevs av Grube 1851.  Linognathoides laeviusculus ingår i släktet Linognathoides och familjen ledlöss. Inga underarter finns listade i Catalogue of Life.